# Sultan Walad

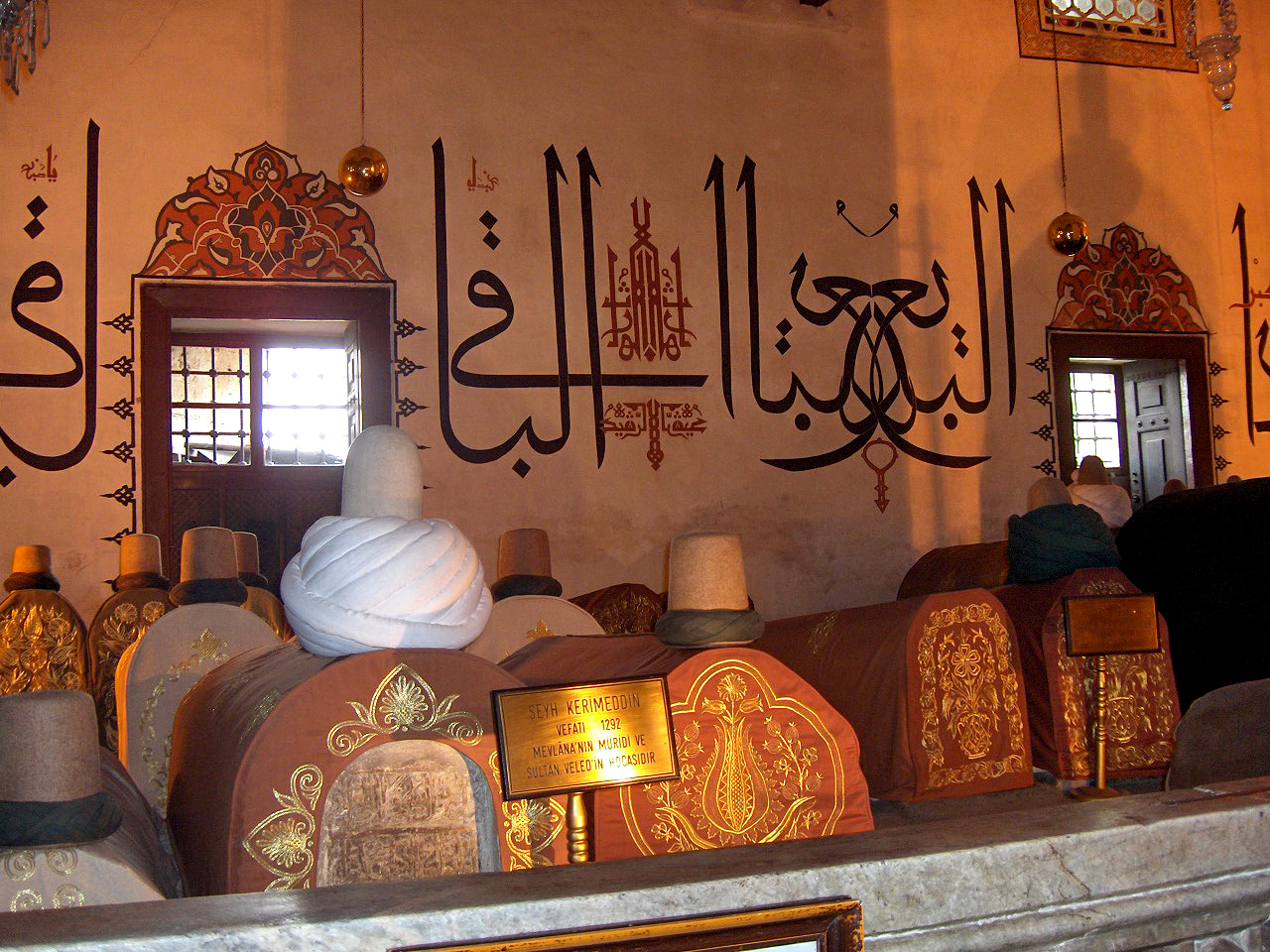
Sultan Walads grav i Konya, Turkiet.

Sultan Walad, död 1312, son till sufiske poeten Jalal ad-din Rumi och grundare av Mawlawiyya (Mevlevi)-orden. Sultan Walad var sin fars andliga efterträdare och första biograf. Sultan Walad var också poet som sin far.